# Hydraena quechua
Hydraena quechua är en skalbaggsart som beskrevs av Perkins 1980. Hydraena quechua ingår i släktet Hydraena och familjen vattenbrynsbaggar. Inga underarter finns listade i Catalogue of Life.